# 大石氏 (地下家)
大石氏（おおいしし）は「大石」を氏の名とする氏族。姓は宿禰。

## 概要
『地下家伝』には「本武内宿禰系中冒大石姓」とあり、武内宿禰の末裔を称していたことがわかる。

### 奈良時代の大石氏
神亀3年（726年）の「山背国愛宕郡雲下里計帳」には、3歳の大石主寸百嶋、大石主寸広田売、大石主寸小養売、大石主寸真養売、大石主寸広椅売の名前が見える。村主姓の大石氏は『坂上系図』所引姓氏録逸文（阿智王条）に「阿智王、誉田天皇の御世に、本国の乱を避けて、母、並に妻子、母の弟、千興徳、七姓の漢人等を率て帰化り。（中略）阿智使主、奏して言さく、臣、入朝の時に、本郷の人民、往に離れ散れり。今聞くに、あまねく高麗、百済、新羅等の国に在りと。望み請ふらくは、使を遣して喚び来さしめむとまうす。天皇、即ち使を遣して喚ばしめたまふ。大鷦鷯天皇（仁徳）の御世に、落を挙つて随ひ来く。今の（中略）大石村主（中略）等は、是、其の後なり。」とあり、佐伯有清は近江国栗太郡大石を本拠地であると推定しているが、宿禰姓の大石氏との関連は不明である。
天平6年（734年）には造弩生・大石村主大国の名前が見える。
天平9年（737年）には因幡国の史生として大初位上・大石村主広道の名前が見える。
天平10年（738年）には美濃少目を務める大石真人の名前が見える。
天平11年（739年）には4月9日には大石毛人が写経をしている。
天平18年（746年）12月には大石蓑万呂の名前が見える。
天平20年（747年）の「写一切経用紙検注帳」には大石広万呂、写書所解には大石諸上の名前が見える。
天平感宝元年（749年）6月24日には史生従七位下の大石村主大鯖が署名している。
天平勝宝2年（750年）8月の「経師上日帳」には大石村主諸甘の名前が見える。
天平勝宝4年（752年）には大石飽田万呂や皷吹司・外従五位下の大石某の名前が確認できる。
天平勝宝6年（754年）には大石広山の名前が確認できる。
天平神護元年（765年）には大石船主の名前が確認できる。
また、天平勝宝8年（754年）から天平宝字6年（762年）にかけて左京人で従八位上の大石（能歌）阿古麻呂や大石堅魚麻呂が見える。
時期は不明だが、史生で土師氏の舎人を務めた大石船□がいた。

### 平安時代の大石氏
延暦23年（803年）6月20日には治部史生・大石豊主が、承和8年（841年）1月16日には筑前少目大石村主田折麿が、貞観12年（870年）4月23日には大石村主且山が、寛平9年（897年）3月7日には出羽国司を務める正六位上・大石漢人益德が確認できる。
延長6年（928年）1月21日には左兵衛少尉・大石峯吉が確認できる。
天慶9年（946年）8月8日には太政官史生・大石忠利が確認できる。
天暦10年（956年）5月1日には左大史を務めた大石宿禰（名不詳）が確認できる。
康保4年（967年）10月28日には左史生・大石清廉が確認でき、翌3月7日には宣旨で「直撰国史所事」を任じられている。
安和2年（969年）7月8日には「大膳官人代」を務めている大石某がいる。
天禄3年（971年）7月7日には左衛門志・大石富門が見える。
寛弘7年（1010年）2月20日には大石保近の名前が確認できる。
長和3年（1014年）5月16日、将曹・大石奉吉の名前が確認できる。
治安3年（1023年）11月14日、には左将曹（府生）の大石久遠が見える。
長元7年（1034年）2月8日には播磨国餝東郡に大石頼安が住んでいたという。
長元9年（1036年）5月27日には、左近府生の大石久堅の名前が見える。
長治元年（1104年）6月9日には大石為国の名前が見える。
天承2年（1132年）8月には大石光安の名前が確認できる。
仁安3年（1168年）4月7日から承安4年（1174年）11月21日にかけて大石則直（左近府生則直・将曹則直・左近将曹則直・左近官人則直）が活動している。
元暦元年（1184年）11月21日から建久元年（1190年）1月3日にかけて大石久直（左近官人久直・召府庁頭久直・左近将曹久直）が活動している。
他にも、12世紀には左近庁頭・大石久末が確認できる。「大石氏系図」によると祖は大石久遠であるとされ、久方-近方･･･末行（久方の子）-久末･･･光方（父は楽人助種）と続いたとされる。

### 鎌倉時代以降の大石氏
建久9年（1198年）2月6日から建仁2年（1202年）3月21日にかけて大石久景（府生大石久景・庁頭府生久景・左近府生久景・左近将曹大石久景）が活動している。
建永2年（1207年）6月28日には、正六位上で将曹を務める大石宿禰（名不詳）が確認できる。
貞応元年（1222年）12月11日には大石是友の私領を相伝した大石友満の名前が確認できる。
貞永元年（1232年）12月5日には左近将曹・大石久綱の名前が確認できる。
天福元年（1233年）6月18日には大石常末が自領を売却している。
弘長2年（1262年）12月には出納左近衛府生の大石某が洞院実雄の下で活動している。
文永5年（1268年）3月30日には将曹大石某が確認できる。
永仁3年（1295年）9月15日には大石助光の名前が確認できる。
文保2年（1318年）には大石国吉の名前が確認できる。

### 検非違使を務めた大石氏
代々検非違使を務めた家系は、大石業弘を祖とする。業弘は従五位下に叙され検非違使、御蔵出納、隠岐守、摂津守、右衛門尉を歴任したという。業弘の子は大石茂弘、茂弘の子は大石藤弘で、藤弘は徳治元年（1306年）2月11日には官史生として見え、正和3年（1314年）1月28日に正六位上・右衛門府生、検非違使に叙任されている。藤弘からは大石親弘-大石時弘-大石守弘-大石嗣弘-大石延弘-大石氏弘-大石季弘-大石長弘と続き、長弘からは堀川氏を称した。
また、庶流の大石氏には、大石時弘-大石員弘─大石是弘─大石夏弘─大石祐弘─大石泰弘-大石国弘-大石豊弘（以降堀川氏）の系統がある。
『地下家伝』に見えない大石氏としては、
- 応安4年（1371年）1月14日に名前が見える大石範弘
- 応永33年（1423年）3月27日に庁頭、正長元年（1428年）7月28日に検非違使・右衛門尉であった大石叙弘
- 正長2年（1429年）8月29日に志（省庁は不明）であった大石惟弘

がいる。